# Strzelectwo na Letnich Igrzyskach Olimpijskich 2020 – trap (mikst)
Trap (mikst) – konkurencja rozegrana 31 lipca 2021 roku podczas letnich igrzysk w Tokio.
W kwalifikacjach wystąpiło 16 mikstów, każdy z nich miał do zbicia 150 rzutków (3 serie po 25 rzutków dla każdej z płci), które były rzucane z każdej strony. Do dalszej części zmagań awansowały cztery miksty z największą liczbą zbitych rzutków, dwa pierwsze awansowały do meczu o złoty medal, dwa kolejne do meczu o brązowy medal.
Złoty medal olimpijski otrzymali reprezentanci Hiszpanii Fátima Gálvez oraz Alberto Fernández, srebrny medal – reprezentanci San Marino Alessandra Perilli oraz Gian Marco Berti, natomiast brązowy medal – reprezentanci Stanów Zjednoczonych Madelynn Bernau i Brian Burrows.

## Terminarz
| Data          | Godzina |                        |
| ------------- | ------- | ---------------------- |
| 31 lipca 2021 | 9:00    | Kwalifikacje           |
| 31 lipca 2021 | 13:30   | Pojedynek o 3. miejsce |
| 31 lipca 2021 | 14:05   | Finał                  |

Źródło: 

## Rekordy
Rekordy świata i olimpijskie (ustanowione w kwalifikacjach) przed rozpoczęciem zawodów:
Runda kwalifikacyjna – 150 strzałów
| WR | Australia · Stany Zjednoczone · Turcja | 149 | Acapulco | 20 marca 2019 |
| OR | N/A                                    | N/A | N/A      | N/A           |

Źródło: 

## Wyniki
Źródło: 

### Kwalifikacje
| Pozycja | Zawodnicy                                     | Reprezentacja                  | Wynik     | Uwagi |
| ------- | --------------------------------------------- | ------------------------------ | --------- | ----- |
| 1       | Fátima Gálvez Alberto Fernández               | Hiszpania                      | 148 (+1)  | Q     |
| 2       | Alessandra Perilli Gian Marco Berti           | San Marino                     | 148 (+0)  | Q     |
| 3       | Zuzana Štefečeková Erik Varga                 | Słowacja I                     | 146 (+11) | Q     |
| 4       | Madelynn Bernau Brian Burrows                 | Stany Zjednoczone II           | 146 (+10) | Q     |
| 5       | Yukie Nakayama Shigetaka Oyama                | Japonia                        | 145       |       |
| 6       | Penny Smith Thomas Grice                      | Australia II                   | 145       |       |
| 7       | Laetisha Scanlan James Willett                | Australia I                    | 145       |       |
| 8       | Jana Špotáková Marián Kovačócy                | Słowacja II                    | 144       |       |
| 9       | Wang Xiaojing Yu Haicheng                     | Chińska Republika Ludowa       | 144       |       |
| 10      | Kirsty Hegarty Matthew Coward-Holley          | Wielka Brytania                | 143       |       |
| 11      | Daria Siemianowa Aleksiej Alipow              | Rosyjski Komitet Olimpijski I  | 142       |       |
| 12      | Jessica Rossi Mauro de Filippis               | Włochy                         | 141       |       |
| 13      | Kayle Browning Derrick Mein                   | Stany Zjednoczone I            | 140       |       |
| 14      | Jekaterina Subbotina Maksim Kabackij          | Rosyjski Komitet Olimpijski II | 139       |       |
| 15      | Alejandra Caballero Ramirez Jorge Orozco Díaz | Meksyk                         | 138       |       |
| 16      | Maggy Ashmawy Abdel Aziz Mehelba              | Egipt                          | 138       |       |

### Finał
| Pozycja | Zawodniczka                         | Reprezentacja | Wynik | Uwagi |
| ------- | ----------------------------------- | ------------- | ----- | ----- |
|         | Fátima Gálvez Alberto Fernández     | Hiszpania     | 41    |       |
|         | Alessandra Perilli Gian Marco Berti | San Marino    | 40    |       |

### Pojedynek o 3. miejsce
| Pozycja | Zawodniczka                   | Reprezentacja        | Wynik   | Uwagi |
| ------- | ----------------------------- | -------------------- | ------- | ----- |
|         | Madelynn Bernau Brian Burrows | Stany Zjednoczone II | 42 (+3) |       |
| 4       | Zuzana Štefečeková Erik Varga | Słowacja I           | 42 (+2) |       |